# Урсын-Прушински, Станислав Наполеон
Станислав Наполеон Урсын-Прушински (пол. Stanisław Napoleon Ursyn-Pruszyński, род. 8 сентября 1857 года в Париже — ум. 2 ноября 1929 в Грудзёндзе) — офицер генерального штаба, полковник, командир уланского полка № 13 австро-венгерской армии, офицер Войска Польского, рыцарь.

## Биография
Окончил в Вене Высшую техническую школу (нем. Technische Hochschule Wien) и Школу генерального штаба. Служил в штабе эрцгерцога Рудольфа, наследника австрийского престола.
В 1886—1888 гг. находился в России в качестве разведчика. Был арестован и посажен в тюрьму Варшавской крепости, где провёл два месяца.
1894—1904 гг. — командир драгун в Чехии. Командир 13-го уланского полка в 1909—1912 годах. В 1913 г. — командир кавалерийской бригады в Вене. С 1914 года — генерал-майор. Служил в Австро-Венгерской армии во время Первой мировой войны.
В Восточной Галиции владел имением. В 1917—1918 гг. — генерал-губернатор в Люблине. С 1919 г. — генерал Польской Армии. Опубликовал работы по Русско-Японской войне для штабных офицеров Европы, в т.ч. описание боевых действий на Сахалине и их анализ.

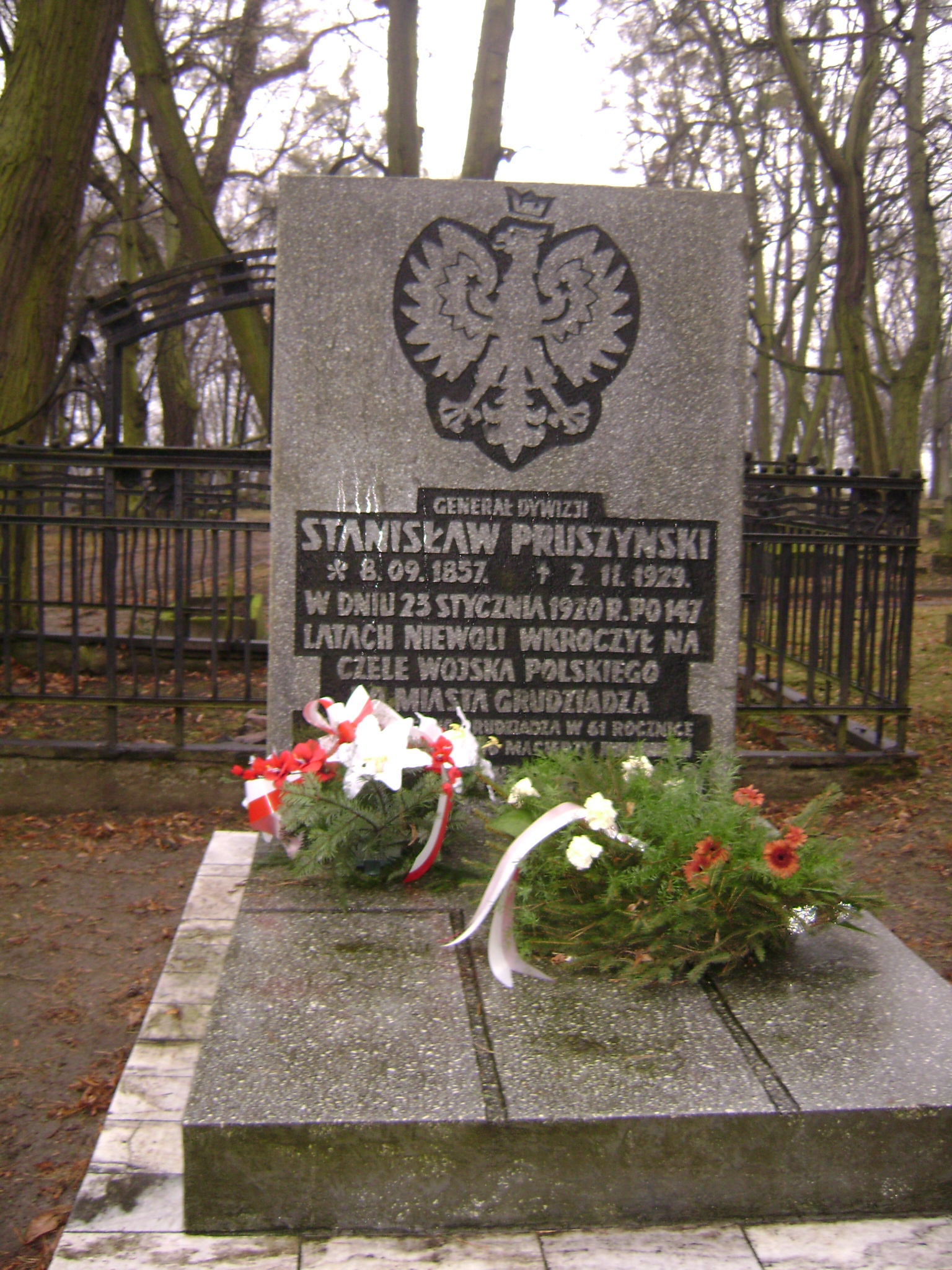
Надгробие генерала в Грудзёндзе